# ۱۳۵۳ (خورشیدی)
سال ۱۳۵۳ هجری خورشیدی، سالی عادی است.

## رویدادها

### خرداد
- ۱ خرداد - سازمان ملل متحد موافقتنامه‌ای پیشنهاد می‌کند که ایران و عراق هر دو آن را می‌پذیرند. دو کشور نیروهای خود را از مرز عقب می‌کشند.

### تیر
- ۱ تیر - والری ژیسکاردستن رئیس‌جمهور فرانسه از محمدرضاشاه پهلوی و شهبانو فرح پهلوی در کاخ تریانون پذیرایی می‌کند. فرانسه برای گسترش صنایع هسته‌ای به ایران کمک می‌رساند. ایران یک میلیارد دلار در کمپانی ارودیف سرمایه‌گذاری می‌کند.
- ۶ تیر: تأسیس بنیاد شاهنشاهی فرهنگستان‌های ایران[۱]

### امرداد
- ۷ امرداد - نخستین موافقتنامه بازرگانی ایران و سوریه امضا شد.
- ۱۹ امرداد - توپخانه عراق به قصر شیرین تیراندازی می‌کند.

### شهریور
- ۲۸ شهریور - نخستین دوره سفر رسمی محمدرضاشاه پهلوی و شهبانو فرح پهلوی در آسیای جنوب شرقی؛ نیوزیلند و استرالیا آغاز می‌گردد.

### مهر
- ۲۷ مهر - کارخانه ایران ناسیونال آغاز به تولید موتور خودروهای پیکان می‌کند.

### آبان
- ۷ آبان - ایران یک وام ۴۰۰ میلیون دلاری در اختیار انگلستان می‌گذارد.
- آبان - در دوره ریاست اکبر اعتماد بر سازمان انرژی اتمی ایران قرارداد ساخت نیروگاه‌های اتمی خود را زیر نظر سازمان انرژی اتمی سازمان ملل با کمپانی فرانسوی فرانوم و کمپانی آلمانی ورک یونیون می‌بندد.

### آذر
- ۲۳ آذر - کردستان - عراق - کردهای بارزانی با ارتش صدام در جنگند. بر اساس قرارداد ۱۹۷۲ بغداد با شوروی؛ شوروی چه از نظر نظامی و چه صنعتی از صدام حمایت می‌کند. صدام ۳۰۰۰۰ نفر نیرو به منطقه گسیل داشته‌است تا مقاومت کردها را در هم به شکنند.

### اسفند
- ۴ اسفند - تهران - امضای موافقتنامه همکاری دربارهٔ سوخت هسته‌ای بین ایران و فرانسه. فرانسه وامی یک میلیارد دلاری از ایران دریافت می‌کند.
- ۱۵ اسفند - قرارداد صلح الجزایر بین ایران و عراق در الجزیره امضاء می‌شود. معاهده ۱۹۷۵ الجزایر قراردادی میان کشورهای ایران و عراق است که خط مرزی ایران و عراق را تعیین می‌کند. محمدرضاشاه پهلوی و صدام حسین بر سر خط مرزی جنوب دو کشور به توافق می‌رسند. از این پس خط تالوگ دهانه دجله را بین دو کشور تقسیم خواهد نمود. این خط از ژرف‌ترین نقطه اروندرود می‌گذرد. این قرارداد به دلیل انتشار اعلامیه مشترک دو کشور در ۱۵ اسفند ۱۳۵۳ است.

## زادروزها
- ۱ فروردین - پانته آ سیروس، بازیگر
- ۲۵ فروردین - مریلا زارعی، بازیگر
- ۷ اردیبهشت - آرش مجیدی، بازیگر
- ۳ تیر - سید جواد یحیوی، بازیگر
- ۱۹ مرداد - پژمان بازغی، بازیگر
- ۲۹ مرداد - فقیهه سلطانی، بازیگر
- ۱۰ مهر - عادل فردوسی‌پور، روزنامه‌نگار، مترجم، تهیه کننده، مجری تلویزیونی و گزارشگر فوتبال در ایران.
- ۲۶ مهر - مازیار فلاحی، خواننده، آهنگساز، نوازنده و ترانه سرا
- ۱۰ آذر - بهاره رهنما، بازیگر
- ۱۲ آذر - فرناز قاضی‌زاده، روزنامه‌نگار ایرانی و مجری تلویزیونی بی‌بی‌سی فارسی.
- ۱۷ دی - حسین درخشان، وبلاگ‌نویس ایرانی
- ۶ بهمن - سید سعید هاشمی، شاعر و نویسنده کتابهای کودک و نوجوان
- ۱۲ بهمن - مهدی ثابتی، بازیکن فوتبال
- ۲۵ بهمن - مهدی زمانپور کیاسری،‌ کارگردان، نویسنده، تهیه‌کننده و مستندساز ایرانی
- ۶ اسفند - نیما اکبرپور، از مجریان و برنامه سازان تلویزیون فارسی بی‌بی‌سی
- ۲۲ اسفند - سارا خوئینی‌ها، بازیگر

## درگذشت‌ها
- علامه حلی - عالم شیعه قرن هشتم قمری
- ۲۷ مهر - نورعلی الهی - عرف، فیلسوف و قاضی ایرانی
- ۱ بهمن - محمد قریب - بنیان‌گذار طب نوین کودکان در ایران
- ۱۴ اسفند - عباس شهریاری، عامل ایرانی ساواک
- فریدون قاجار - چهارمین فرزند و تنها پسر احمدشاه قاجار